# Matutinus occiomphale
Matutinus occiomphale är en insektsart som beskrevs av Asche 1988. Matutinus occiomphale ingår i släktet Matutinus och familjen sporrstritar. Inga underarter finns listade i Catalogue of Life.